# 乌鲁木齐地铁
乌鲁木齐地铁（維吾爾語：ئۈرۈمچى مېتروسى‎，拉丁维文：Ürümchi Mëtrosi）是中国新疆维吾尔自治区乌鲁木齐市的城市轨道交通系统，是中国大陆第35个、西北地区第二个开通运营的城市轨道交通系统，其首条线路地铁一号线于2018年10月25日开通试运营。乌鲁木齐市规划轨道交通线网将打造12条轨道交通线路，由8条城市内部联系线路和4条区域联系线路组成。其中8条城市内部联系线路总长257.1公里。

## 建設背景
乌鲁木齐是新疆及中国西北地区重要的政治、经济、文化、金融、交通、医疗、教育中心，以及面向中亚西亚的国际商贸中心，是西北地区经济发达，人口稠密的丝绸之路经济带、新亚欧大陆桥及天山北坡城市群核心城市。随着经济发展，城市地面交通压力日益加重，实施轨道交通建设成为改变乌鲁木齐市交通拥挤、大气污染严重的重要举措，对乌昌经济一体化有积极的促进作用。早在2002年，乌鲁木齐市就开始筹划轨道交通建设工作，同年9月启动了轨道交通线网规划工作，2003年11月成立了乌市轻型轨道筹建协调领导小组，到2005年11月乌市批准了《乌鲁木齐市城市轨道交通网络规划》，并成立了前期工作小组。
- 2006年7月，轨道交通前期领导小组邀请广州、上海、北京等地国内顶级的轨道交通专家对乌市和乌昌地区的轨道交通工作做了考察和指导，并通过严谨的招标程序筛选，确定了轨道交通编制候选单位。
- 2006年12月25日，乌昌党委成立了乌鲁木齐轨道交通建设领导小组，负责领导乌市轨道交通及乌昌快轨交通建设项目，以及解决乌鲁木齐地区轨道交通建设项目和建设中的重大问题。
- 2010年，乌鲁木齐市启动了《乌鲁木齐市城市轨道交通建设规划（2012-2019年）》编制工作。
- 2011年9月，地铁1号线进入第一次环评信息公示。11月24日，乌市市委第18次常委会正式批准了北京中城捷咨询有限公司为乌市轨道交通建设规划主编制人，启动了轨道交通规划编制工作。
- 2012年11月，《乌鲁木齐市城市轨道交通近期建设规划（2012-2019年）》正式获得了国家发改委的批复立项。

## 规划与建设

### 第一期建设规划（2012—2019年）
2012年11月，经国务院同意，国家发展改革委印发了乌鲁木齐市城市轨道交通近期建设规划（2012～2019年）。依据城市总体规划和综合交通规划，乌鲁木齐市远景规划城市轨道交通线网由７条线路组成，总长约212公里，其中，1号线是南北向骨干线路，沟通老城区、新市区和主要对外交通枢纽；2号线是城市主轴方向L型的骨干线路，加强老城区与三坪新区的联系；3号线是南北向辅助线，连接沙依巴克区和新市区；4号线是东西向辅助线，串联高铁片区和红光山会展中心；5号线是西北至东南向的骨干线路，连接主城区与三坪新区；6号线是东北方向的辅助线，连接米东和主城区；7号线是连接西山新区和主城区的辅助线。预计2020年，乌鲁木齐市区公共交通出行占全方式出行量的35%，轨道交通占公共交通出行量的20～25%。近期建设方案，至2019年，建成1号线和2号线一期工程，长约47.9公里，形成南北向的轨道交通基本骨架。
- 2014年3月，地铁1号线开工建设。
- 2015年11月，地铁2号线一期工程开工[6]。
- 2018年10月25日，1号线北段（国际机场-八楼）开通。
- 2019年6月28日，1号线南段（八楼-三屯碑）开通。

### 第二期建设规划（2016—2021年）

乌鲁木齐地铁线网图

2016年10月《乌鲁木齐市城市轨道交通第二期建设规划（2016-2021年）》正式获得了国家发改委的批复立项。依据城市总体规划和综合交通规划，乌鲁木齐市城市轨道交通2020年线网由6条线组成，总长度129.1公里；远景线网由7条线构成，总长度227.5公里。预测2021年，乌鲁木齐市公共交通占全方式出行量比例为34%，轨道交通占公共交通出行量比例为25%。建设规划建设3号线一期工程、4号线一期工程2个项目，总长度41.8公里。
- 2016年11月，地铁3号线一期项目开工[8]。
- 2017年3月，地铁4号线一期开工建设[9]。

- 2017年6月13日，新疆维吾尔自治区环保厅官网发布《乌鲁木齐市轨道交通2号线二期工程（华山街（不含）～T4航站楼（含））环境影响评价公众参与第一次公示》及《乌鲁木齐市轨道交通5号线一期工程（植物园～米东北路）环境影响评价公众参与第一次公示》[10]。根据公示内容，地铁2号线二期工程建设地点为经开区（头区）和高新区（新市区），起点为华山街站（不含）至T4航站楼站（含），全长13.31公里，均为地下线。全长17.14公里的地铁5号线一期工程为植物园站至米东北站，线路主要沿喀什路、米东南路及米东北路敷设，全部为地下线，共设车站15座，均为地下车站。建设地点位于高新区（新市区）和米东区，设华凌车辆基地一座。此外，5号线一期工程共设置植物园主变电所、东华北路主变电所2座[11]。

### 第三期建设规划（2017—2023年）
2017年5月10日，新疆维吾尔自治区环保厅网站对外公布《乌鲁木齐市城市轨道交通第三期建设规划（2017～2023年）及线网规划（修编）环境影响评价第一次信息公示》内容显示，轨道交通第三期建设规划内容进行了重新调整，拟新增3号线二期，届时，乌鲁木齐规划从2017年至2023年，7年内将建成5号线一期、3号线二期、2号线二期、6号线一期4条轨道交通线路。
2017年8月26日，乌鲁木齐市轨道交通项目建设执行办公室发布《乌鲁木齐市城市轨道交通第三期建设规划(2017-2023年)》社会稳定风险评估补充信息公示，根据国家发改委《关于印发国家发展改革委重大固定资产投资项目社会稳定风险评估暂行办法的通知》文件要求,鉴于《乌鲁木齐市城市轨道交通第三期建设规划(2017-2023年)》规划内容发生了局部调整,2号线二期增设一站一区间,线路总长度由56.47km增加至57.96km,车站总数由40座增加至41座。规划至2023年,建设2号线二期、5号线一期、3号线二期、6号线一期共计4条轨道交通线路,线路总长57.96km,其中地下线43.66km、高架线14.30km;共设车站41座,其中地下车站31座,高架车站10座;综合维修基地1处、车辆段1处;2号线二期不再增设主变电站,5号线一期与已批复的1号线共用植物园主变,并新设东华北路主变(与6号线一期共用),3号线二期新设纬三路主变(与6号线一期共用),6号线一期新设纬三路主变(与3号线二期共用)和东华北路主变(与5号线一期共用)。

## 运营线路
截至2025年4月，乌鲁木齐地铁共有2条线路运营。
|          |          |                |               |                |                |           |               |          |
| 線路名稱 | 線路名稱 | 最早运营日期   | 最近延伸日期  | 起點站／終點站 | 起點站／終點站 | 車站 數目 | 長度 （公里） | 车型编组 |
|          | 1号线    | 2018年10月25日 | 2019年6月28日 | 国际机场       | 三屯碑         | 21        | 27.615        | 6A       |
|          | 机场捷运 | 2025年4月17日  | 不適用        | 国际机场北     | 国际机场       | 2         | 3.89          | 6A       |

### 在建线路
截止2023年3月，乌鲁木齐共计3条地铁线路在建，分为地铁2号线一期北段、地铁3号线一期工程、地铁4号线一期工程。建设进度根据市建设局官方回复，地铁2号线（一期）受新冠疫情等因素影响，建设工期延误，后期将加快推进建设工作；地铁3号线、地铁4号线将根据市建委要求，在2022年年内陆续恢复建设，截止2023年3月，项目复工建设进度缓慢。
| 線路名稱 | 線路名稱 | 開工日期       | 預計開通日期 | 起點站／終點站 | 起點站／終點站 | 車站 數目 | 長度 （公里） | 车型编组 |
| -------- | -------- | -------------- | ------------ | -------------- | -------------- | --------- | ------------- | -------- |
|          | 2号线    | 2015年11月11日 | 2026年       | 南门           | 华山街         | 10        | 19.35         | 6A       |
| 未知     | 2号线    | 2015年11月11日 | 延安路       | 南门           | 6              |           | 19.35         | 6A       |
|          | 3号线    | 2017年3月1日   | 未知         | 四工           | 仓房沟         | 18        | 21.2          | 6A       |
|          | 4号线    | 2017年3月18日  | 未知         | 白鸟湖         | 七道湾         | 16        | 20.88         | 6A       |

#### 2号线
█ 2号线 分三期工程，其中一期工程总投资162.6亿元，北起华山街站，南至延安路站，全长19.35公里，设车站16座两座主变电站、一座车辆基地、一座停车场。三期工程随乌鲁木齐机场改扩建工程同期建设。项目北段(南门站-华山街站)一期、(国际机场站-机场东站)三期工程先期建设运营，南段(延安路站-南门站区间)一期、(国际机场站-华山街站)二期工程待具备条件后再建设运营。其中(国际机场站-机场东站)三期工程在乌鲁木齐国际机场T4航站楼投运初期暂称为机场捷运。

##### 一期工程
2015年11月11日，乌鲁木齐地铁2号线一期工程开工建设，受2019新型冠状病毒疫情等其他多种因素影响建设工期延长。
2022年5月7日，地铁2号线南段南门站至延安路站开展复工建设的前期准备工作。
2023年3月13日，乌鲁木齐地铁发布二号线一期工程委托运营咨询服务（北段）招标公告。项目涉及到的运营接管、客运服务、非客运服务业务、设备维修维保、更新改造和追加投资、收入和回报、项目移交、绩效考核及中期评估、资产管理、财务管理等与试运行、运营相关的内容。
截止2023年6月1日，二号线一期工程平川路站至乌鲁木齐站方向土建工程基本完成，碾子沟站至南门站区间土建工程还在施工，南门站至中桥站已经贯通，轨道和设备招标工作于2023年下半年启动，各站点主体结构围挡计划腾退时间为2023年12月31日，附属结构围挡计划腾退计划为2024年12月30日，一期工程计划2026年年中通车运营。

##### 二期工程
地铁2号线二期工程建设地点为经开区（头区）和高新区（新市区），起点为华山街站（不含）至T4航站楼站（含），全长13.31公里，均为地下线。
2021年08月10日，乌鲁木齐机场改扩建市政配套工程（轨道交通2号线二期）、乌鲁木齐机场北区改扩建工程市政配套（T4航站楼~机场东站）和乌鲁木齐机场（北区）改扩建市政配套工程（二期）车站（公共区）完成精装修招标设计工作。
2021年8月，乌鲁木齐市轨道交通项目建设执行办公室公布调整地铁2号线线二期工程将增设一站一区间。

##### 三期工程（机场捷运）
2021年12月，地铁2号线三期工程随乌鲁木齐机场改扩建工程同期建设，线路全长6.08公里，全部为地下敷设。国际机场站及T4航站楼站土建已完成施工；国际机场(不含)-T4航站楼(不含)区间、T4航站楼(不含)-机场东(不含)区间、机场东站正在施工。
2023年6月1日，乌鲁木齐机场（北区）改扩建市政配套工程（二、三期）车辆系统改造项目开始招标。
2023年8月16日，乌鲁木齐机场（北区）改扩建市政配套工程（二期、三期）综合联调及试运行项目招标公告，线路为国际机场站～机场东站起于里程YCK32+641.926，终于里程YC（D）K38+722.081，全长6080.155m。其中国际机场-T4航站楼站间距3891.328m（右），T4航站楼-机场东站站间距1434.455m（右），全部为地下敷设。
车辆基地及控制中心与既有1号线共用。控制中心位于卫星路与黄山街交叉口西南侧地块，本项目近期接入既有乌鲁木齐轨道交通1号线控制中心并完成中心级系统软硬件接入扩容，实现1号线与本项目贯通运营，远期接入乌鲁木齐2号线控制中心，实现2号线整条线路的贯通运营。

#### 3号线
█ 3号线一期工程是起点位于主城区南部的仓房沟，途经火车南站、长途客运站等大型客流集散点，沿老城区内南北向主要客流走廊长江路、扬子江路、友好路向北延伸，线路穿越鲤鱼山后，主要沿长春路布设，终点在宁波街与长春北路交叉口设三工北站。列车采用标准A型地铁车，列车最大设计速度为每小时80公里，设计采用A型6辆编组方案，列车流量初期、近期、远期均为180对/天、227对/天和238对/天，运营时间为每天清晨7点至凌晨1点。截止2023年10月，根据乌鲁木齐市建委答复，该工程处于缓建阶段，尚未进入复工建设。

##### 一期工程
地铁3号线一期工程线路全长21.2公里，全部为地下线，共设18个站点，分别为仓房沟站（起点站）、青峰路站、十二中站、珠江路站、火车南站、碾子沟站、红山站、明园站、友好站、八楼站、医学大学站、鲤鱼山公园站、长春南路站、河南东路站、河北东路站、喀什东路站、13O中站、四工站（终点站），分别与地铁2号线、地铁7号线、地铁1号线、地铁4号线、乌昌磁悬浮、地铁5号线换乘。在仓房沟设停车场一座，在百园路设车辆段一座，设2座主变电所，其中外贸公司主变与7号线共用，加气厂主变与4号线共享。。2017年3月1日进场开工，计划竣工时间为2020年5月30日(暂定)，共计1187天。地铁3号线项目受2019新型冠状病毒疫情等其他多种因素影响暂停施工。
2017年3月22日上午，3号线一期工程开工仪式在仓房沟路举行，线路建设正式进入实施阶段。
2017年12月27日，3号线一期工程PPP项目建设管理服务合同签约仪式在乌鲁木齐市举行。
2022年6月15日，中国中铁总裁、党委副书记陈文健与新疆维吾尔自治区乌鲁木齐市委副书记、市长买买提明·卡德在中铁股份公司总部就共同继续完成乌鲁木齐地铁三号线建设的相关事宜举行会谈。
2023年5月30日，乌鲁木齐轨道交通3号线一期展开已施工区域空洞普查，包含仓房沟站、十二中站、珠江路站、火车南站、红山站、明园站、友好站、长春南路站、一三零中站。

#### 4号线

##### 一期工程
█ 4号线一期工程是首府东西方向的一条骨干线路，西起白鸟湖站，东至七道湾站车辆基地，全长20.88公里，全线共设16座车站，其中换乘站5座，车型为A型车，每列车6辆编组（4动2拖）。线路2016年开工建设，计划于2020年5月全线洞通、2020年7月底全线轨通、2021年9月全线联调联试、2021年12月底通车试运营。地铁4号线项目因线路调整规划及2019新型冠状病毒疫情等其他多种因素影响暂停施工。
2016年11月24日，乌鲁木齐市地铁三、四号线一期工程PPP项目正式签约并举行开工仪式。
2017年3月18日，轨道交通4号线一期项目工程8个土建标段在黄山街站-外运司站区间1号竖井举行联合开工仪式。这标志着，轨道交通4号线一期土建工程全面开工。其中该线路白鸟湖站、融合站、贺兰山街站、北广场站、乌鲁木齐站、红光山站、会展中心站、七道湾站8座车站已实现主体封顶或完工。
2022年8月10日，根据乌鲁木齐市建委要求，乌鲁木齐地铁4号线完成初步修编设计文件及概算工作。
2022年8月19日，中国交通建设股份有限公司成立乌鲁木齐地铁4号线一期PPP项目复工推进工作组。
2023年5月30日，地铁4号线一期已施工区域空洞普查展开工作。

## 未来规划
根据2022年1月30日乌鲁木齐市规划局官网显示：乌鲁木齐市规划轨道交通线网规划打造12条轨道交通线路，由8条城市内部联系线路和4条区域联系线路组成。其中8条城市内部联系线路总长257.1公里；4条区域联系线路为规划乌昌线、五家渠线、甘泉堡线和南山线。

### 近期规划中线路

#### 4号线（二期）
2021年4月，根据乌鲁木齐城市规划设计研究院《乌鲁木齐市城东片区控规提升及河马泉新区控制性详细规划》，首府东部片区将引入 █ 4号线二期工程，由七道湾进入河马泉新区经过新疆大学与新疆医科大学河马泉校区，终于大学路丽园路附近。河马泉新区东至致远中路，西至东二环，南至观园路，北至龙城街，总面积29平方公里。

#### 5号线
█ 5号线一期工程起点为植物园站、终点至米东北站，线路主要沿喀什路、米东南路及米东北路敷设，全长17.14公里，全部为地下线，共设车站15座，均为地下车站。
2017年6月13日，受乌市轨道交通项目建设执行办公室委托，中铁第一勘察设计院集团有限公司对地铁5号线一期一期工程（植物园～米东北路）启动环境影响评价公众参与第一次公示。

#### 6号线
2017年8月26日，根据调整后的《乌鲁木齐市城市轨道交通第三期建设规划(2017-2023年)》社会稳定风险评估补充信息公示，规划至2023年,建设 █ 2号线二期、 █ 5号线一期、 █ 3号线二期、 █ 6号线一期共计4条轨道交通线路,线路总长57.96km，5号线一期与已批复的1号线共用植物园主变，并新设东华北路主变(与6号线一期共用)，3号线二期新设纬三路主变(与6号线一期共用)，6号线一期新设纬三路主变(与3号线二期共用)和东华北路主变(与5号线一期共用)。

#### 乌昌线
乌昌磁悬浮项目的业主为新疆城际磁浮交通有限公司，建设资金来源为自筹，出资比例为100%。该线路起于乌鲁木齐地窝堡国际机场北航站区，起点站国际机场T4航站楼站与乌鲁木齐地铁 1、2 号线车站近距离换乘，出站向西下穿机场改扩建工程后出地面，沿乌昌快速路、S112省道、乌昌辅道-乌伊路路中高架敷设，经兵团十二师五一新镇至昌吉市，终于昌吉西外环站。线路全长24.1km，地下线5.2km，高架线18.9km，设车站5座，设昌吉车辆基地1处，出入段线接轨与西外环站。
2021年3月20日，昌吉州政务服务和公共资源交易管理局发布乌昌磁悬浮项目勘察招标公告。
2021年5月17日，昌吉州公共资源交易网发布中标结果公告，湖南磁浮技术研究中心有限公司、湖南省交通规划勘察设计有限公司和北京铁专院工程咨询有限公司联合体等三家单位中标乌昌磁悬浮项目全过程技术咨询服务项目。乌鲁木齐-昌吉磁悬浮项目已进入实质性的前期实施阶段。

### 远期规划中线路
█ 7号线（2022年规划）
 █ 8号线（2022年规划）
南山旅游磁悬浮线（2022年规划）
乌鲁木齐五家渠线（2022年规划）
乌鲁木齐甘泉堡线（2022年规划）

### 通车时间表
| 线路名     | 线路类型 | 开工日期       | 启用日期                     | 起点／终点       | 起点／终点       | 走向 | 长度 （公里）                        | 车辆基地                  |
| ---------- | -------- | -------------- | ---------------------------- | ---------------- | ---------------- | --- | ------------------------------------ | ------------------------- |
| █ 1号线    | 骨干线   | 2014年3月20日  | 2018年10月25日               | 三屯碑           | 国际机场         | 沟通老城区、新市区和对外交通枢纽，线路南起三屯碑、南郊客运站东侧，沿胜利路、解放路、新民路、南湖路、克拉玛依路、友好路、新医路、北京路、城北干道布设，终点位于地窝堡机场。                                                   | 27.615                               | 百园路车辆段 燕儿窝停车场 |
| █ 机场捷运 | 机场捷运 | 2021年12月20日 | 2025年4月17日                | 国际机场         | 国际机场北       | 作为2号线的一部分，开通初期暂时作为乌鲁木齐机场T4航站楼的捷运系统运营，连接机场东和T3航站楼区间。线路为国际机场站～机场东站全长6080.155m，全部为地下敷设。开通初期共计3站：国际机场站(与1号线换乘)、国际机场北站、机场东站。 | 6.08                                 | 中营宫车辆段              |
| █ 2号线    | 骨干线   | 2015年11月11日 | 预计2026年（南门至华山街段） | T4航站楼站(暂定) | 延安路站         | 连接老城区和空港片区，线路南起延安路，主要途径中环东路、幸福路、黑龙江路、西过境路、泰山路，终点位于国际机场T4航站楼，并有延伸计划。                                                                                         | 13.94（南门至华山街段） 44.4（全线） | 哈马山车辆基地            |
| █ 3号线    | 骨干线   | 2017年3月22日  | 未知                         | 仓房沟站         | 三工北站         | 连接沙依巴克区和新市区，线路始于仓房沟停车场、途径十二中、珠江路、长江路、扬子江路、友好路、长春路、终点位于三工北站。 | 23.5                                 |                           |
| █ 4号线    | 骨干线   | 2017年3月18日  | 未知                         | 金湖路站         | 七道湾站（一期） | 连接高铁片区和红光山会展中心，线路经过二宫大道、河南路、七道湾路，并有延伸东部片区规划。 | 20.7                                 |                           |

## 车站

### 出入口

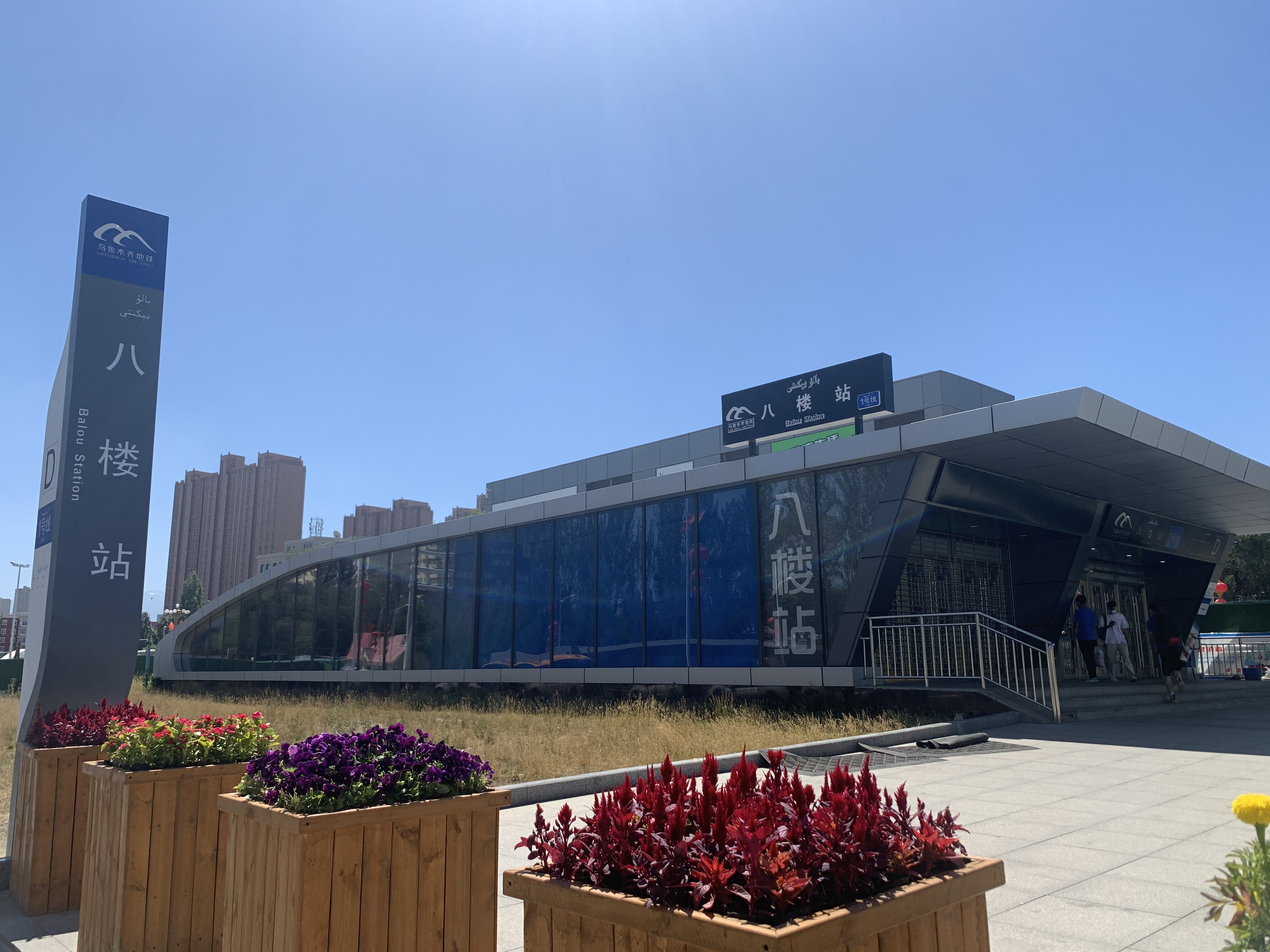
乌鲁木齐地铁1号线八楼站

乌鲁木齐地铁地下车站出入口大多为一个外形类似略向地下方向倾斜，向前上方开口的长方体，上表面与开口方向的侧面有玻璃覆盖。部分站等大型商业设施周边的车站多有出入口与商业设施地下层相连。出入口多设自动扶梯连接地面与站厅层。部分车站另设有垂直电梯直接连接地面与站厅。
出入口外设有写有车站名称与出入口编号的指示牌，上标有距离该出入口最近的居住区、商业设施或地标名称。距出入口300米起的路段设有蓝底白字的指示牌，上标有地铁标志、路线名、距离与方向，引导步行前往地铁站的客流。部分出入口外设有便民服务点，保障乘客安全出行。另外，多数出入口外设有公交站点。

### 站厅
乌鲁木齐地区气候干燥，积极借鉴在民用和公共建筑中广泛应用的直接蒸发冷却通风降温系统，在节能降耗的前提下大幅提高了车站公共区的乘客舒适度。设计团队深入研究应用此项新技术，立项《乌鲁木齐轨道交通通风空调系统科研》，首次建立了适合于西北干燥地区绿色环保、节能减排的通风系统。
为了切实提高地铁大型公共交通工程的安全防护水平，首次在地铁线路中设置了完善的安防集成平台，实现了安防集成平台安检门、X光机、台式探测器、入侵报警系统信息与综合监控系统的数据互联，达到了地铁运营与安防互相协同管理，有效提升了发生安全防范紧急事件时处理效率。
结合该线路车站站厅、站台公共区净空高、管线密集的特点，为了有效改善采用传统的点型感烟火灾探测器存在的运营检修维护困难，满足场段内高大空间火灾规范要求，采用了吸气式感烟火灾探测技术,提高火灾探测灵敏度和报警时效，为该项新技术在其他类似工程中的应用提供了借鉴。
乌鲁木齐地铁所有车站均设有较为严格的安全检查，站厅设置辅警人员、站厅地铁口安检人员。设置安全检查岗，并配有地铁警察巡逻。

### 站台
乌鲁木齐地铁大部分地下站台为岛式站台,设置有全高屏蔽门。屏蔽门外1米左右划有黄线，黄线外有以绿线划成的候车区引导候车队列的形成。站台内设有少量石英石材质。每个站台内配置有一至数名站务员和志愿者进行候车礼仪之类的引导，并协助司机进行开关车门的确认。站台两端墙面贴有全网运营线路图。部分车站站台内设有食品与饮料的自动贩卖机。站台上及车厢原则禁止饮食，但目前尚无处罚规定及案例。

### 广播报站
乌鲁木齐地铁使用三种语言报站，依次为汉语、维吾尔语和英语，为中国大陆第一个提供少数民族语言报站的城市地铁。通车初期實行實名制，需要憑身份證实名购票
乌鲁木齐地铁可使用手机支付或人脸识别支付。亦可通过乌鲁木齐地铁APP进行线上购票，在各车站票务机上取票。乘客也可以在车站自动售票机选择目的地站和购票数量後使用乌鲁木齐地铁APP扫码支付。

### 运营时间
目前乌鲁木齐地铁1号线运营时间为每日7:40-23:30，2号线待运营后以官方发布时间为准（均为起始站发车时间）。

## 车辆、基地、控制中心

### 運營方
乌鲁木齐城市轨道集团有限公司成立于2011年8月，公司性质为国有控股有限公司，注册资金9.146亿元。负责轨道交通项目申报、规划审批等相关工作；在政府授权范围内，负责轨道交通沿线和周边规划用地的土地一级开发、房地产开发和资产经营；负责制定轨道交通项目融资方案，并依法开展融资工作；负责轨道交通项目的工程投资和建设实施，并负责建成后轨道交通的运营管理（含轨道机务、车务、电务、工务等设施和设备的检修、维护等工作）；负责轨道交通的广告、通信及其他特许经营权事项的经营以及依法开展的其他相关经营工作。经营范围包括轨道交通项目的投资、融资、建设、运营管理和综合资源开发；轨道交通项目相关广告设计、制作及发布；轨道交通相关物业管理、房地产开发、资产经营；轨道交通客运服务。
集团旗下其他公司分别为乌鲁木齐城市轨道集团运营分公司、乌鲁木齐地铁广告有限公司、乌鲁木齐地铁广告有限公司、乌鲁木齐地铁置业有限责任公司、乌鲁木齐地铁餐饮有限公司以及乌鲁木齐地铁咨询有限公司。

### 车辆
- 乌鲁木齐地铁1/2/3/4号线选用A型车6节编组，列车最高速度80km/h。最大载客量2672人。其中，地铁1号线初期配属车辆共27列、162辆，由中车株洲电力机车有限公司总体设计并由湖南、新疆两地制造。每辆车全长140米，宽度3米，车厢净高2.1米。采用架空接触网供电。

### 基地
乌市地铁1号线设有1个车辆段（百园路车辆段），1个停车场（燕儿窝停车场）。
地铁3号线在仓房沟设停车场一座，在百园路设车辆段一座。
地铁4号线设有奶牛场车辆基地1座，七道湾停车场1座。
乌市地铁2号线设哈马山车辆基地一座。设主变电站2座，分别位于南门站附近(与1号线合建)和九家湾站附近(与4号线合建)。全线网设一处控制中心。

### 控制中心
控制中心选址于乌鲁木齐市卫星路与黄山街交叉口西南侧地块。

## 地铁文化

### 车站艺术
截止2022年4月，乌鲁木齐市地铁1号线有6座特色站，分别为二道桥站、南门站、南湖广场站、八楼站、铁路局站和国际机场站。国际机场站是地铁一号线6个特色站中唯一一座平行换乘站，车站的装修中融入雪莲的元素，比如中庭的雪莲柱。整个立柱的造型是以雪莲为设计元素，通过提炼色手法，形成标准化花瓣造型，应用在车站内的5根中柱上，而中柱吊顶形成整个空间的视觉中心，简洁极富时代感。而其他例如体育中心站的装修则加入了运动健身、奥运五环等元素；铁路局站则是以“星空下的胡杨”为主题设计等。其余车站为标准站。

### 地铁Logo
乌鲁木齐地铁标志由地铁首字母“M”、超速列车、天山昆仑山、蜿蜒隧道等元素组成。标识整体看起来像奔驰地铁列车，象征乌鲁木齐地铁川流不息；类似于连绵不断的新疆天山和昆仑山，体现了乌鲁木齐地铁的登顶精神。标志主色调为科技蓝，将新疆两座大山与现代轨道交通相结合，寓意科技高效。

### 社会公益
乌鲁木齐地铁在社会公益方面采取了许多措施：为增强消防安全意识，参加开展的消防安全知识公益培训。积极参与社区和公众教育：与当地社区合作，开展宣传环保和培训活动等，不仅提供便捷、安全、环保的公共交通服务，促进经济发展，改善城市居民的出行体验，并且带动公众增强文明意识、环保意识，切实为维护清洁优美、和谐安居的社区环境和文明城市创建贡献力量。

## 乘坐方式
根据乌鲁木齐地铁相应线路地铁站指路牌提示进站购票乘车。

### 进站
进站、乘车人员及所携带的物品应当接受安全检查；不接受安全检查的，工作人员有权拒绝其进站、乘车，经劝阻无效、强行进站或者滞留现场扰乱秩序，构成违反治安管理行为的，由公安机关依法处理。

### 购票
搭乘乌鲁木齐地铁，需通过自动售票机购票，部分提供人工售票。购票时根据自动售票机提示购票即可，且设备提供三种语言汉语、维吾尔语和英语购票服务。自助售票机支持现金付款，并支持支付宝、微信支付、云闪付、各大银行手机银行客户端付款。综合票务机可通过微信或支付宝扫码支付，同时支持网购取票，扫码取票更省时间。乘客通过相关APP网上订票并支付后，在综合票务机上扫描二维码即可快速取票。自2022年2月底起，港澳台人员也可注册使用乌鲁木齐地铁APP购票乘车。

### 检票乘车
乘客在乌鲁木齐地铁自动售检票系统的TVM（自动售票机）、ITM（综合票务机）购票后，可自助通过AG（自动检票机）、BOM（半自动售票机）等设备进站乘车。不同线路、不同站点的自动售票机和闸机等设备配置数量均不相同。地铁1号线北段每个站点至少配备3台自动售票机引导乘客自助购票；每个进站口会设置一组4-6个通道的闸机，包括一个特殊通道。

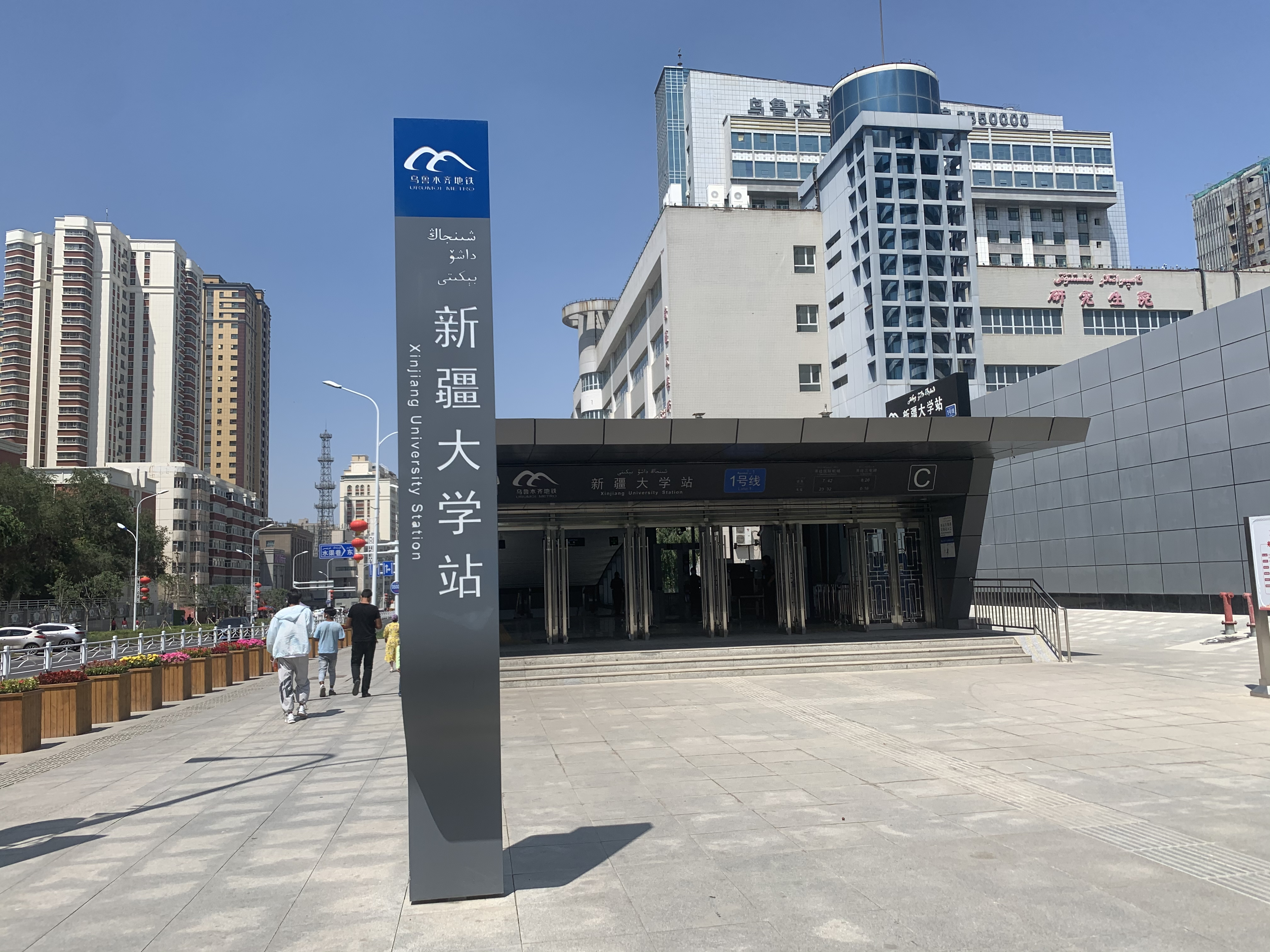
乌鲁木齐市地铁1号线新疆大学站

## 票务信息

### 票价
起步价2元，可乘5公里，5-13公里每1元可乘4公里，13-25公里每1元可乘6公里，里程大于25千米，每递增8千米加1元。乘客进闸后停留时限为120分钟，超过120分钟后仍未出站需按线路单程最低票价补交超时车费。单程票在地铁车站发售，乘客当天在发售站进站乘车有效，出站由城市轨道交通经营单位回收，不交还车票强行出闸机的，按照无票处理。遗失票（卡）的按照无票处理。一名成年乘客可免费携带一名身高1.3米以下(含1.3米)的儿童乘车，携带的儿童超过1名的，按超过人数购票。对冒用他人乘车证件乘车的，城市轨道交通经营单位有权视情节加收五十元以上二百元以下票款。
| ¥2 0 ~ 5 km¥3 5 ~ 13 km¥4 13 ~ 25 km+ ¥1 ~ +8 km \| \| \| \| \| \| |  |  |  |  |
|                                                                    |  |  |  |  |

### 车票种类
乌鲁木齐地铁普通单程票；乌鲁木齐地铁福利票；乌鲁木齐地铁纪念票；红山一卡通；官方app“metro丝路行“电子票

### 优惠票
持红山一卡通（普通卡）的乘客可享受9折优惠。学生持红山一卡通（学生卡）可享5折优惠。65岁或以上老年人持红山一卡通（敬老卡）；残疾人持红山一卡通（爱心卡）可免费乘坐轨道交通。

## 便民服务

### 引导标识
乌鲁木齐地铁标识系统分为站外、站内、列车内部三个部分，站外设有三种引导标识，分别是车站出入口处标示柱，包含有站名、线路和首末班时间等信息；出入口门头上的悬挂式标牌，注明了出入口的编码等；车站附近道路上站外路引有待完善。

### 服务中心
地铁服务中心是进行咨询及业务办理的综合服务岗位。协助辦理交通卡充值，索取单程票发票等及出行问题查詢。

### 投诉
乘客可拨打服务热线（96266）进行咨询、建议、反映或投诉；可参与相关单位开展“乘客满意度评价”的调查工作。乘客在投诉期间不得干扰轨道交通的正常秩序。

## 客流统计
乌鲁木齐地铁客流量在仅单线运营且里程未变的2018-2022年间保持了稳步增长。截至2019年9月，乌鲁木齐地铁日均客流量为10万人次，2019年9月22日其路网单日最高客流量为12.46万人次。

## 事故及事件
2019年7月2日，一名乘客在新疆大学站突发心肌梗塞，车站工作人员立即赶到现场处置，并陪同到医院救治直至家属赶到医院，经过抢救后脱离危险。
2020年7月16日，乌鲁木齐地铁1号线因2019新型冠状病毒疫情影响自当日22:00起停运，直至2020年9月20日，1号线恢复正常运营。
2021年7月29日，新疆气象台连发大风、暴雨蓝色预警，7月30日晚间至31日24小时累积降雨量可达到大雨量级。接到预警后，受当月郑州地铁5号线“7·20”事件的社会影响，乌鲁木齐市城市轨道集团也宣布地铁1号线临时关闭。
2022年8月10日，因疫情影响，经新疆乌鲁木齐市疫情防控指挥部研究决定，乌鲁木齐部分区域进入静态管理，除运行保障车辆外，公交车、出租车、地铁暂停营运，保障城市基本运行和疫情防控相关的车辆凭证通行。
2024年10月15日，曾兼任乌鲁木齐市轨道交通项目建设执行办公室主任马伊磊涉嫌严重违纪违法，投案自首。